# Saison 2011-2012 du Club athlétique Brive Corrèze Limousin
Cette page présente la Saison 2011-2012 du Club athlétique Brive Corrèze Limousin. L'équipe Pro du CA Brive est entraînée par Ugo Mola secondé par Didier Casadeï pour les avants.

## La saison

### Pré-saison
| CA Brive |

Lors de la pré saison, les joueurs du CA Brive effectuent un stage de reprise au Centre d'Entrainement Sportif National de Bugeat. Ce choix est dicté par la politique d'ancrage régional du club voulue par ses dirigeants Jean-Jacques Bertrand et Simon Gilham. En août, 3 matches amicaux sont programmés. À Capbreton contre l'Union Bordeaux Bègles (défaite 26-25) , contre l'ASM Clermont au Stade Alexandre-Cueille de Tulle où les Brivistes sont dominés 47-10, puis sur le terrain voisin de Malemort face à l'US Carcassonne. Les corréziens écrasent les pensionnaires de Pro D2 57-3.

## Joueurs et encadrement

### Dirigeants
- Jean-Jacques Bertrand, président
- Gérard Bothier,  Simon Gillham,  Max Mamers et  Christian Terrassoux, vice-présidents
- Jean-Pierre Bourliataud, Directeur Général

### Staff technique
- Ugo Mola, entraineur en chef
- Didier Casadeï, entraîneur des avants

### Effectif 2011-2012
| Nom                    | Poste                     | Naissance  | Nationalité sportive | Dernier club             | Arrivée au club (année) |
| ---------------------- | ------------------------- | ---------- | -------------------- | ------------------------ | ----------------------- |
| Louis Acosta           | Talonneur                 | 25/05/1991 | France               | Formé au club            | 2010                    |
| Virgile Lacombe        | Talonneur                 | 07/07/1984 | France               | Toulouse                 | 2011                    |
| Guillaume Ribes        | Talonneur                 | 18/11/1984 | France               | Toulon                   | 2009                    |
| Irakli Natriashvili    | Talonneur                 | 25/01/1984 | Géorgie              | AS Saint-Junien          | 2011                    |
| Patrick Barnard        | Pilier                    | 03/07/1981 | Afrique du Sud       | London Wasps             | 2009                    |
| Alexandre Barozzi      | Pilier                    | 03/07/1981 | France               | Biarritz                 | 2011                    |
| Pablo Cardinali        | Pilier                    | 22/10/1976 | Argentine            | CS Bourgoin-Jallieu      | 2010                    |
| Pablo Henn             | Pilier                    | 15/07/1982 | Argentine            | US Montauban             | 2008                    |
| Vasil Kakovin          | Pilier                    | 01/12/1989 | Géorgie              | Formé au club            | 2010                    |
| Davit Khinchaguishvili | Pilier                    | 24/07/1982 | Géorgie              | CS Bourgoin-Jallieu      | 2008                    |
| Victor Laval           | Pilier                    | 26/11/1989 | France               | Formé au club            | 2010                    |
| Olivier Caisso         | Deuxième ligne            | 17/12/1985 | France               | Colomiers rugby          | 2011                    |
| Thibault Dubarry       | Deuxième ligne            | 24/11/1987 | France               | Formé au club            | 2009                    |
| Julien Ledevedec       | Deuxième ligne            | 04/06/1986 | France               | Stade toulousain         | 2010                    |
| Arnaud Méla            | Deuxième ligne            | 19/01/1980 | France               | SC Albi                  | 2008                    |
| Retief Uys             | Deuxième ligne            | 22/02/1979 | Afrique du Sud       | RC Narbonne              | 2009                    |
| Simon Azoulai          | Troisième ligne           | 15/06/1980 | France               | Union Bordeaux Bègles    | 2003                    |
| Alexandre Bias         | Troisième ligne           | 21/04/1981 | France               | Castres olympique        | 2011                    |
| Antonie Claassen       | Troisième ligne           | 20/10/1984 | Afrique du Sud       | Blue Bulls               | 2008                    |
| Poutasi Luafutu        | Troisième ligne aile      | 02/12/1987 | Australie            | Tasman Makos             | 2011                    |
| Vincent Forgues        | Troisième ligne           | 21/08/1981 | France               | Section paloise          | 2006                    |
| Petrus Hauman          | Troisième ligne centre    | 07/05/1987 | Afrique du Sud       | Aurillac                 | 2011                    |
| Mathieu Belie          | Demi de mêlée             | 20/02/1988 | France               | US Montauban             | 2010                    |
| Agustin Figuerola      | Demi de mêlée             | 27/01/1985 | Argentine            | Club Atlético San Isidro | 2010                    |
| Jean-Baptiste Péjoine  | Demi de mêlée             | 17/07/1980 | France               | Stade bordelais          | 2000                    |
| Benjamin Caminati      | Demi d'ouverture, Arrière | 12/10/1989 | France               | Formé au club            | 2011                    |
| Shane Geraghty         | Demi d'ouverture, Arrière | 06/10/1984 | Angleterre           | Northampton              | 2011                    |
| Riaan Swanepoel        | Demi d'ouverture, Centre  | 14/01/1986 | Afrique du Sud       | ASM Clermont Auvergne    | 2011                    |
| Ronnie Cooke           | Centre                    | 05/04/1984 | Afrique du Sud       | Free State Cheetahs      | 2007                    |
| Jamie Noon             | Centre                    | 09/05/1979 | Angleterre           | Newcastle Falcons        | 2009                    |
| Arnaud Mignardi        | Centre                    | 01/11/1986 | France               | Biarritz                 | 2011                    |
| Mathias Atayi          | Ailier                    | 23/10/1988 | France               | Formé au club            | 2010                    |
| Sevanaia Galala        | Ailier                    | 29/01/1993 | Fidji                | Formé au club            | 2011                    |
| Clément Marienval      | Ailier                    | 10/07/1985 | France               | Toulon                   | 2011                    |
| Guillaume Namy         | Ailier                    | 03/04/1989 | France               | Formé au club            | 2008                    |
| Nicolas Jeanjean       | Ailier                    | 13/05/1981 | France               | Stade français           | 2009                    |
| Jacques Boussuge       | Ailier                    | 15/05/1985 | France               | Bath                     | 2011                    |
| Julien Caminati        | Arrière                   | 28/10/1985 | France               | Rugby Nice Côte d'Azur   | 2010                    |
| Yann Fior              | Arrière, Ailier           | 19/06/1986 | France               | Biarritz                 | 2011                    |
| Scott Spedding         | Arrière                   | 04/05/1986 | Afrique du Sud       | Natal Sharks             | 2008                    |

## Calendrier
| Date du match     | Domicile              | Extérieur             | Score | Lieu du match              | Catégorie                       | Classement | Diffuseur      |
| ----------------- | --------------------- | --------------------- | ----- | -------------------------- | ------------------------------- | ---------- | -------------- |
| 26 août 2011      | CA Brive              | SU Agen               | 19-20 | Stade Amédée Domenech      | 1re journée de Top 14           | 8          | Rugby+         |
| 3 septembre 2011  | Montpellier HR        | CA Brive              | 12-28 | Stade Yves du Manoir       | 2e journée de Top 14            | 5          | Rugby+         |
| 9 septembre 2011  | USA Perpignan         | CA Brive              | 12-9  | Stade Aimé-Giral           | 3e journée de Top 14            | 8          | Rugby+         |
| 16 septembre 2011 | CA Brive              | Lyon OU               | 12-15 | Stade Amédée Domenech      | 4e journée de Top 14            | 9          | Rugby+         |
| 23 septembre 2011 | Castres olympique     | CA Brive              | 30-24 | Stade Pierre-Antoine       | 5e journée de Top 14            | 9          | Rugby+         |
| 30 septembre 2011 | Stade Français        | CA Brive              | 28-17 | Stade Charléty             | 6e journée de Top 14            | 11         | Rugby+         |
| 14 octobre 2011   | CA Brive              | Biarritz olympique    | 32-7  | Stade Amédée Domenech      | 7e journée de Top 14            | 9          | Rugby+         |
| 22 octobre 2011   | CA Brive              | Aviron bayonnais      | 30-10 | Stade Amédée Domenech      | 8e journée de Top 14            | 6          | Rugby+         |
| 29 octobre 2011   | RC Toulon             | CA Brive              | 18-3  | Stade Mayol                | 9e journée de Top 14            | 8          | Rugby+         |
| 4 novembre 2011   | CA Brive              | Racing Métro          | 12-18 | Stade Amédée Domenech      | 10e journée de Top 14           | 10         | Canal+ Sport   |
| 12 novembre 2011  | CA Brive              | Sale Sharks           | 26-18 | Stade Amédée-Domenech      | 1re journée de l'Amlin Cup      | 1          |                |
| 20 novembre 2011  | SU Agen               | CA Brive              | 8-29  | Stade Armandie             | 2e journée de l'Amlin Cup       | 1          |                |
| 26 novembre 2011  | CA Brive              | Stade toulousain      | 9-9   | Stade Amédée Domenech      | 11e journée de Top 14           | 10         | Rugby+         |
| 2 décembre 2011   | Bordeaux Bègles       | CA Brive              | 16-12 | Stade André-Moga           | 12e journée de Top 14           | 10         | Canal+ Sport   |
| 10 décembre 2011  | CR La Vila            | CA Brive              | 18-47 | -                          | 3e journée de l'Amlin Cup       | 1          |                |
| 15 décembre 2011  | CA Brive              | CR La Vila            | 38-13 | Stade Amédée-Domenech      | 4e journée de l'Amlin Cup       | 1          |                |
| 23 décembre 2011  | CA Brive              | ASM Clermont Auvergne | 6-9   | Stade Amédée-Domenech      | 13e journée de Top 14           | 11         | Canal+ Sport   |
| 31 décembre 2011  | SU Agen               | CA Brive              | 15-9  | Stade Armandie             | 14e journée de Top 14           | 11         | Rugby+         |
| 7 janvier 2012    | CA Brive              | Montpellier HR        | 9-23  | Stade Amédée Domenech      | 15e journée de Top 14           | 11         | Rugby+         |
| 13 janvier 2012   | CA Brive              | SU Agen               | 50-13 | Stade Amédée-Domenech      | 5e journée de l'Amlin Cup       | 1          |                |
| 19 janvier 2012   | Sale Sharks           | CA Brive              | 9-19  | -                          | 6e journée de l'Amlin Cup       | 1          |                |
| 28 janvier 2012   | CA Brive              | USA Perpignan         | 17-9  | Stade Amédée Domenech      | 16e journée de Top 14           | 10         | Rugby+         |
| 18 février 2012   | CA Brive              | Castres olympique     | 13-15 | Stade Amédée Domenech      | 18e journée de Top 14           | 10         | Rugby+         |
| 24 février 2012   | Lyon OU               | CA Brive              | 9-22  | Matmut Stadium             | 17e journée de Top 14           | 10         | Rugby+         |
| 3 mars 2012       | CA Brive              | Stade Français        | 25-9  | Stade Amédée Domenech      | 19e journée de Top 14           | 10         | Rugby+         |
| 10 mars 2012      | Biarritz olympique    | CA Brive              | 26-11 | Parc des sports d'Aguiléra | 20e journée de Top 14           | 10         | Rugby+         |
| 24 mars 2012      | Aviron bayonnais      | CA Brive              | 19-12 | Stade Jean Dauger          | 21e journée de Top 14           | 10         | Canal+ Sport   |
| 31 mars 2012      | CA Brive              | RC Toulon             | 14-9  | Stade Amédée Domenech      | 22e journée de Top 14           | 9          | Rugby+         |
| 8 avril 2012      | CA Brive              | Llanelli Scarlets     | 15-11 | Stade Amédée Domenech      | Quarts de finale de l'Amlin Cup | Qualifié   |                |
| 14 avril 2012     | Racing Métro          | CA Brive              | 40-19 | Stade Yves du Manoir       | 23e journée de Top 14           | 11         | Rugby+         |
| 21 avril 2012     | Stade toulousain      | CA Brive              | 30-21 | Stade Ernest Wallon        | 24e journée de Top 14           | 12         | Rugby+         |
| 28 avril 2012     | Biarritz olympique    | CA Brive              | 19-0  | Parc des sports d'Aguiléra | Demi-finales de l'Amlin Cup     | Éliminé    |                |
| 5 mai 2012        | CA Brive              | Bordeaux Bègles       | 9-23  | Stade Amédée Domenech      | 25e journée de Top 14           | 13         | Rugby+         |
| 12 mai 2012       | ASM Clermont Auvergne | CA Brive              | 57-14 | Stade Marcel Michelin      | 26e journée de Top 14           | 13         | Canal+, Rugby+ |

## Statistiques

### Statistiques collectives

#### Classement Top 14
| Rang | Club                  | J  | V  | N | D  | Em | Ee | Bo | Bd | Pm  | Pe  | Diff | Pts |
| ---- | --------------------- | -- | -- | - | -- | -- | -- | -- | -- | --- | --- | ---- | --- |
| 1    | Stade toulousain      | 26 | 19 | 1 | 6  | 56 | 24 | 6  | 3  | 629 | 448 | +181 | 87  |
| 2    | ASM Clermont          | 26 | 19 | 2 | 5  | 53 | 28 | 5  | 2  | 644 | 364 | +280 | 87  |
| 3    | RC Toulon             | 26 | 14 | 5 | 7  | 44 | 22 | 5  | 2  | 581 | 393 | +188 | 73  |
| 4    | Castres olympique     | 26 | 14 | 4 | 8  | 38 | 46 | 3  | 2  | 585 | 522 | +63  | 69  |
| 5    | Montpellier HR        | 26 | 14 | 1 | 11 | 53 | 36 | 4  | 5  | 601 | 505 | +96  | 67  |
| 6    | Racing 92             | 26 | 13 | 1 | 12 | 47 | 37 | 4  | 6  | 569 | 538 | +31  | 64  |
| 7    | Stade français Paris  | 26 | 11 | 2 | 13 | 50 | 53 | 6  | 4  | 568 | 588 | -20  | 58  |
| 8    | Union Bordeaux Bègles | 26 | 12 | 0 | 14 | 42 | 52 | 2  | 3  | 493 | 619 | -126 | 53  |
| 9    | Biarritz olympique    | 26 | 10 | 2 | 14 | 26 | 48 | 1  | 7  | 424 | 518 | -94  | 52  |
| 10   | SU Agen               | 26 | 12 | 1 | 13 | 30 | 51 | 1  | 1  | 479 | 573 | -94  | 52  |
| 11   | USA Perpignan         | 26 | 9  | 2 | 15 | 38 | 43 | 2  | 7  | 515 | 578 | -63  | 49  |
| 12   | Aviron bayonnais      | 26 | 9  | 3 | 14 | 27 | 44 | 1  | 5  | 479 | 619 | -140 | 48  |
| 13   | CA Brive              | 26 | 7  | 1 | 18 | 27 | 29 | 2  | 10 | 408 | 488 | -80  | 42  |
| 14   | Lyon OU               | 26 | 5  | 3 | 18 | 28 | 46 | 0  | 5  | 369 | 591 | -222 | 31  |

#### Classement Poule 3 de Amlin Cup
| Rang | Équipe      | J | V | N | D | Em | Ee | Bo | Bd | Pm  | Pe  | Diff | Pts |
| ---- | ----------- | - | - | - | - | -- | -- | -- | -- | --- | --- | ---- | --- |
| 1    | CA Brive    | 6 | 6 | 0 | 0 | 26 | 7  | 3  | 0  | 209 | 79  | +130 | 27  |
| 2    | Sale Sharks | 6 | 4 | 0 | 2 | 31 | 8  | 4  | 0  | 225 | 96  | +129 | 20  |
| 3    | SU Agen     | 6 | 2 | 0 | 4 | 24 | 21 | 2  | 0  | 168 | 166 | +2   | 10  |
| 4    | CR La Vila  | 6 | 0 | 0 | 6 | 6  | 51 | 0  | 0  | 64  | 325 | -261 | }   |

### Statistiques individuelles

#### Statistiques par joueur
(Tableau à jour au 10 mai 2014)
| Joueur                 | Poste                     | Top 14 | Top 14 | Top 14 | Top 14 | Top 14 | Top 14 | Top 14 | Top 14 | Top 14 |     | Amlin Cup | Amlin Cup | Amlin Cup | Amlin Cup | Amlin Cup | Amlin Cup | Amlin Cup | Amlin Cup | Amlin Cup |      | Total | Total | Total | Total | Total | Total | Total | Total | Total |
| Joueur                 | Poste                     | TJ     | Tit.   | Rem.   | E      | T      | P      | D      | CJ     | CR     | TJ  | Tit.      | Rem.      | E         | T         | P         | D         | CJ        | CR        | TJ        | Tit. | Rem.  | E     | T     | P     | D     | CJ    | CR    |       |       |
| ---------------------- | ------------------------- | ------ | ------ | ------ | ------ | ------ | ------ | ------ | ------ | ------ | --- | --------- | --------- | --------- | --------- | --------- | --------- | --------- | --------- | --------- | ---- | ----- | ----- | ----- | ----- | ----- | ----- | ----- | ----- | ----- |
| Louis Acosta           | Talonneur                 | 47     | -      | 4      | -      | -      | -      | -      | -      | -      |     | 231       | 3         | 1         | 3         | -         | -         | -         | -         | -         |      | 278   | 3     | 5     | 3     | -     | -     | -     | -     | -     |
| Virgile Lacombe        | Talonneur                 | 879    | 12     | 4      | 2      | -      | -      | -      | -      | -      | 147 | 2         | 2         | 1         | -         | -         | -         | -         | -         | 1026      | 14   | 6     | 3     | -     | -     | -     | -     | -     |       |       |
| Guillaume Ribes        | Talonneur                 | 360    | 6      | 2      | -      | -      | -      | -      | 1      | -      | -   | -         | -         | -         | -         | -         | -         | -         | -         | 360       | 6    | 2     | -     | -     | -     | -     | 1     | -     |       |       |
| Irakli Natriashvili    | Talonneur                 | 794    | 8      | 12     | -      | -      | -      | -      | -      | -      | 222 | 3         | 2         | -         | -         | -         | -         | -         | -         | 1016      | 11   | 14    | -     | -     | -     | -     | -     | -     |       |       |
| Patrick Barnard        | Pilier                    | 591    | 6      | 12     | -      | -      | -      | -      | 1      | -      | 196 | 2         | 3         | -         | -         | -         | -         | -         | -         | 787       | 8    | 15    | -     | -     | -     | -     | 1     | -     |       |       |
| Alexandre Barozzi      | Pilier                    | 308    | 4      | 5      | -      | -      | -      | -      | -      | -      | 366 | 5         | 3         | 1         | -         | -         | -         | -         | 1         | 674       | 9    | 8     | 1     | -     | -     | -     | -     | 1     |       |       |
| Pablo Cardinali        | Pilier                    | 743    | 9      | 9      | -      | -      | -      | -      | -      | -      | 118 | 1         | 3         | -         | -         | -         | -         | 1         | -         | 861       | 10   | 12    | -     | -     | -     | -     | 1     | -     |       |       |
| Pablo Henn             | Pilier                    | 646    | 9      | 6      | -      | -      | -      | -      | 2      | 1      | 208 | 4         | 1         | -         | -         | -         | -         | -         | -         | 854       | 13   | 7     | -     | -     | -     | -     | 2     | 1     |       |       |
| Vasil Kakovin          | Pilier                    | 959    | 13     | 4      | -      | -      | -      | -      | 1      | -      | 23  | -         | 1         | -         | -         | -         | -         | -         | -         | 982       | 13   | 5     | -     | -     | -     | -     | 1     | -     |       |       |
| Davit Khinchaguishvili | Pilier                    | 593    | 7      | 6      | -      | -      | -      | -      | 2      | -      | 181 | 2         | 2         | -         | -         | -         | -         | -         | -         | 774       | 9    | 8     | -     | -     | -     | -     | 2     | -     |       |       |
| Victor Laval           | Pilier                    | 103    | 2      | 1      | -      | -      | -      | -      | -      | -      | -   | -         | -         | -         | -         | -         | -         | -         | -         | 103       | 2    | 1     | -     | -     | -     | -     | -     | -     |       |       |
| Olivier Caisso         | Deuxième ligne            | 276    | 2      | 13     | -      | -      | -      | -      | -      | -      | 518 | 6         | 2         | -         | -         | -         | -         | -         | -         | 794       | 8    | 15    | -     | -     | -     | -     | -     | -     |       |       |
| Thibault Dubarry       | Deuxième ligne            | 1113   | 14     | 8      | 1      | -      | -      | -      | 1      | -      | 245 | 3         | 1         | -         | -         | -         | -         | -         | -         | 1358      | 17   | 9     | 1     | -     | -     | -     | 1     | -     |       |       |
| Julien Le Devedec      | Deuxième ligne            | 1092   | 13     | 7      | -      | -      | -      | -      | 2      | -      | 243 | 3         | 2         | -         | -         | -         | -         | -         | -         | 1335      | 16   | 9     | -     | -     | -     | -     | 2     | -     |       |       |
| Arnaud Méla            | Deuxième ligne            | 1728   | 23     | 2      | 1      | -      | -      | -      | 3      | -      | 46  | -         | 2         | -         | -         | -         | -         | -         | -         | 1774      | 23   | 4     | 1     | -     | -     | -     | 3     | -     |       |       |
| Retief Uys             | Deuxième ligne            | 1194   | 17     | 6      | 3      | -      | -      | -      | -      | -      | 254 | 4         | 1         | -         | -         | -         | -         | -         | -         | 1448      | 21   | 7     | 3     | -     | -     | -     | -     | -     |       |       |
| Simon Azoulai          | Troisième ligne           | 655    | 7      | 7      | 1      | -      | -      | -      | 2      | -      | 270 | 3         | 2         | -         | -         | -         | -         | -         | -         | 925       | 10   | 9     | 1     | -     | -     | -     | 2     | -     |       |       |
| Alexandre Bias         | Troisième ligne           | 1427   | 18     | 2      | -      | -      | -      | -      | 2      | -      | 259 | 3         | 1         | 1         | -         | -         | -         | -         | -         | 1686      | 21   | 3     | 1     | -     | -     | -     | 2     | -     |       |       |
| Antonie Claassen       | Troisième ligne           | 1273   | 17     | 4      | 2      | -      | -      | -      | 1      | -      | 291 | 4         | 1         | 1         | -         | -         | -         | -         | -         | 1564      | 21   | 5     | 3     | -     | -     | -     | 1     | -     |       |       |
| Poutasi Luafutu        | Troisième ligne           | 743    | 8      | 11     | -      | -      | -      | -      | 1      | -      | 477 | 5         | 3         | -         | -         | -         | -         | -         | -         | 1220      | 13   | 14    | -     | -     | -     | -     | 1     | -     |       |       |
| Vincent Forgues        | Troisième ligne           | 271    | 3      | 5      | -      | -      | -      | -      | -      | -      | 411 | 7         | 1         | -         | -         | -         | -         | -         | -         | 682       | 10   | 6     | -     | -     | -     | -     | -     | -     |       |       |
| Petrus Hauman          | Troisième ligne           | 590    | 8      | 3      | 1      | -      | -      | -      | -      | -      | 186 | 2         | 2         | -         | -         | -         | -         | -         | -         | 776       | 10   | 5     | 1     | -     | -     | -     | -     | -     |       |       |
| Mathieu Belie          | Demi de mêlée             | 1445   | 19     | 7      | 1      | 6      | 35     | -      | 1      | -      | 112 | 2         | 1         | 1         | -         | 4         | -         | -         | -         | 1557      | 21   | 8     | 2     | 6     | 39    | -     | 1     | -     |       |       |
| Agustin Figuerola      | Demi de mêlée             | 712    | 9      | 5      | 1      | -      | -      | -      | 1      | -      | 409 | 6         | 1         | -         | -         | -         | -         | -         | -         | 1121      | 15   | 6     | 1     | -     | -     | -     | 1     | -     |       |       |
| Jean-Baptiste Péjoine  | Demi de mêlée             | 712    | 8      | 10     | -      | -      | -      | -      | -      | -      | 192 | 2         | 2         | -         | -         | -         | -         | -         | -         | 904       | 10   | 12    | -     | -     | -     | -     | -     | -     |       |       |
| Benjamin Caminati      | Demi d'ouverture, Arrière | 0      | -      | -      | -      | -      | -      | -      | -      | -      | 196 | 2         | 2         | 2         | 13        | -         | -         | -         | -         | 196       | 2    | 2     | 2     | 13    | -     | -     | -     | -     | -     |       |
| Shane Geraghty         | Demi d'ouverture, Arrière | 600    | 7      | 2      | -      | 1      | -      | -      | -      | -      | 139 | 1         | 1         | -         | -         | -         | -         | 1         | -         | 739       | 8    | 3     | -     | 1     | -     | -     | 1     | -     |       |       |
| Riaan Swanepoel        | Demi d'ouverture, Centre  | 677    | 7      | 6      | 1      | 2      | 8      | -      | -      | -      | 469 | 5         | 3         | -         | 3         | 9         | -         | -         | -         | 1146      | 12   | 9     | 1     | 5     | 17    | -     | -     | -     |       |       |
| Ronnie Cooke           | Centre                    | 1708   | 22     | -      | 1      | -      | -      | -      | -      | -      | 281 | 4         | -         | -         | -         | -         | -         | -         | -         | 1989      | 26   | -     | 1     | -     | -     | -     | -     | -     |       |       |
| Jamie Noon             | Centre                    | 1138   | 15     | 4      | -      | -      | -      | -      | 1      | -      | 160 | 2         | -         | -         | -         | -         | -         | -         | -         | 1298      | 17   | 4     | -     | -     | -     | -     | 1     | -     |       |       |
| Arnaud Mignardi        | Centre                    | 1972   | 25     | -      | -      | -      | -      | -      | -      | -      | 177 | 2         | 2         | -         | -         | -         | -         | -         | -         | 2149      | 27   | 2     | -     | -     | -     | -     | -     | -     |       |       |
| Mathias Atayi          | Ailier                    | 3      | -      | 1      | -      | -      | -      | -      | -      | -      | 438 | 6         | -         | 3         | -         | -         | -         | -         | -         | 441       | 6    | 1     | 3     | -     | -     | -     | -     | -     |       |       |
| Sevanaia Galala        | Ailier                    | 58     | 1      | 1      | -      | -      | -      | -      | -      | -      | 279 | 3         | 1         | 2         | -         | -         | -         | -         | -         | 337       | 4    | 2     | 2     | -     | -     | -     | -     | -     |       |       |
| Clément Marienval      | Ailier                    | 326    | 4      | 1      | 1      | -      | -      | -      | -      | -      | 335 | 4         | 1         | 1         | -         | -         | -         | -         | -         | 661       | 8    | 2     | 2     | -     | -     | -     | -     | -     |       |       |
| Guillaume Namy         | Ailier                    | 683    | 9      | 1      | 1      | -      | -      | -      | -      | -      | 281 | 4         | -         | 2         | -         | -         | -         | -         | -         | 964       | 13   | 1     | 3     | -     | -     | -     | -     | -     |       |       |
| Nicolas Jeanjean       | Ailier                    | 0      | -      | -      | -      | -      | -      | -      | -      | -      | 0   | -         | -         | -         | -         | -         | -         | -         | -         | 0         | -    | -     | -     | -     | -     | -     | -     | -     |       |       |
| Jacques Boussuge       | Ailier                    | 1220   | 15     | 4      | 3      | -      | -      | -      | 1      | -      | 400 | 5         | -         | 4         | -         | -         | -         | -         | -         | 1620      | 20   | 4     | 7     | -     | -     | -     | 1     | -     |       |       |
| Julien Caminati        | Arrière, Ailier           | 1456   | 18     | 3      | -      | 6      | 38     | -      | 2      | 1      | 328 | 4         | 1         | 1         | 1         | 7         | -         | 1         | -         | 1784      | 22   | 4     | 1     | 7     | 45    | -     | 3     | 1     |       |       |
| Yann Fior              | Arrière, Ailier           | 0      | -      | -      | -      | -      | -      | -      | -      | -      | 0   | -         | -         | -         | -         | -         | -         | -         | -         | 0         | -    | -     | -     | -     | -     | -     | -     | -     |       |       |
| Scott Spedding         | Arrière, Demi d'ouverture | 1850   | 23     | 3      | 4      | -      | -      | -      | -      | -      | 284 | 4         | 1         | 2         | -         | -         | -         | -         | -         | 2134      | 27   | 4     | 6     | -     | -     | -     | -     | -     |       |       |

#### Statistiques par réalisateur
Classement des meilleurs réalisateurs en Top 14
| Rang | Joueur           | Poste                     | Points | Essais | Transf. | Pén. | Drops |
| ---- | ---------------- | ------------------------- | ------ | ------ | ------- | ---- | ----- |
| 1    | Julien Caminati  | Arrière, Ailier           | 126    | -      | 6       | 38   | -     |
| 2    | Mathieu Belie    | Demi de mêlée             | 122    | 1      | 6       | 35   | -     |
| 3    | Riaan Swanepoel  | Centre                    | 33     | 1      | 2       | 8    | -     |
| 4    | Scott Spedding   | Arrière, Demi d'ouverture | 20     | 4      | -       | -    | -     |
| 5    | Retief Uys       | Deuxième ligne            | 15     | 3      | -       | -    | -     |
| -    | Jacques Boussuge | Ailier                    | 15     | 3      | -       | -    | -     |

Classement des meilleurs réalisateurs en Amlin Cup
| Rang | Joueur            | Poste                     | Points | Essais | Transf. | Pén. | Drops |
| ---- | ----------------- | ------------------------- | ------ | ------ | ------- | ---- | ----- |
| 1    | Benjamin Caminati | Demi d'ouverture, Arrière | 36     | 2      | 13      | -    | -     |
| 2    | Riaan Swanepoel   | Centre                    | 33     | -      | 3       | 9    | -     |
| 3    | Julien Caminati   | Arrière, Ailier           | 28     | 1      | 1       | 7    | -     |
| 4    | Jacques Boussuge  | Ailier                    | 20     | 4      | -       | -    | -     |
| 5    | Mathieu Belie     | Demi de mêlée             | 17     | 1      | -       | 4    | -     |
| 5    | Mathias Atayi     | Ailier                    | 15     | 3      | -       | -    | -     |
| -    | Louis Acosta      | Talonneur                 | 15     | 3      | -       | -    | -     |

#### Statistiques par marqueur
| Rang  | Joueur            | Poste                     | Top 14    | Amlin Cup | TOTAL     |
| ----- | ----------------- | ------------------------- | --------- | --------- | --------- |
| 1     | Jacques Boussuge  | Ailier                    | 3         | 4         | 7 essais  |
| 2     | Scott Spedding    | Arrière, Demi d'ouverture | 4         | 2         | 6 essais  |
| 3     | Retief Uys        | Deuxième ligne            | 3         | -         | 3 essais  |
| 3     | Virgile Lacombe   | Talonneur                 | 2         | 1         | 3 essais  |
| 3     | Antonie Claassen  | Troisième ligne           | 2         | 1         | 3 essais  |
| 3     | Guillaume Namy    | Ailier                    | 1         | 2         | 3 essais  |
| 3     | Mathias Atayi     | Ailier                    | -         | 3         | 3 essais  |
| 3     | Louis Acosta      | Talonneur                 | -         | 3         | 3 essais  |
| 9     | Mathieu Belie     | Demi de mêlée             | 1         | 1         | 2 essais  |
| 9     | Clément Marienval | Ailier                    | 1         | 1         | 2 essais  |
| 9     | Sevanaia Galala   | Ailier                    | -         | 2         | 2 essais  |
| 9     | Benjamin Caminati | Demi d'ouverture, Arrière | -         | 2         | 2 essais  |
| 13    | Thibault Dubarry  | Deuxième ligne            | 1         | -         | 1 essai   |
| 13    | Arnaud Méla       | Deuxième ligne            | 1         | -         | 1 essai   |
| 13    | Simon Azoulai     | Troisième ligne           | 1         | -         | 1 essai   |
| 13    | Petrus Hauman     | Troisième ligne           | 1         | -         | 1 essai   |
| 13    | Poutasi Luafutu   | Troisième ligne           | 1         | -         | 1 essai   |
| 13    | Agustin Figuerola | Demi de mêlée             | 1         | -         | 1 essai   |
| 13    | Riaan Swanepoel   | Demi d'ouverture, Centre  | 1         | -         | 1 essai   |
| 13    | Ronnie Cooke      | Centre                    | 1         | -         | 1 essai   |
| 13    | Alexandre Barozzi | Pilier                    | -         | 1         | 1 essai   |
| 13    | Alexandre Bias    | Troisième ligne           | -         | 1         | 1 essai   |
| 13    | Julien Caminati   | Arrière, Ailier           | -         | 1         | 1 essai   |
| #     | essai de pénalité | -                         | 1         | 1         | 2 essais  |
| #     | essai collectif   | -                         | 1         | -         | 1 essai   |
| Total | -                 | 23 marqueurs              | 27 essais | 26 essais | 53 essais |

### Joueurs en sélections internationales
| Joueur                 | Poste         | Pays      | Compétition                                                        | Sélections (points) |
| ---------------------- | ------------- | --------- | ------------------------------------------------------------------ | ------------------- |
| Irakli Natriashvili    | Talonneur     | Géorgie   | Championnat européen des nations                                   | 2(0)                |
| Vasil Kakovin          | Pilier        | Géorgie   | Coupe du monde 2011, Championnat européen des nations, Tests Match | 6(0)                |
| Davit Khinchaguishvili | Pilier        | Géorgie   | Coupe du monde 2011, Championnat européen des nations, Tests Match | 5(0)                |
| Pablo Henn             | Pilier        | Argentine | Tests Match                                                        | 1(0)                |
| Agustin Figuerola      | Demi de mêlée | Argentine | Tests Match                                                        | 1(0)                |

### Affluences
Les affluences du CA Brive à domicile en 2011-2012 sont assez faibles. L'affluence totale atteint 115 620 spectateurs, soit une baisse sensible par rapport à la saison précédente. Cela fait une moyenne de 8 894 spectateurs par match. C’est seulement la 13e affluence du Top 14.
Affluence du CA Brive à domicile (en Championnat).

## Feuilles de matchs
1. ↑  « Feuille de match CA Brive – SU Agen », sur lnr.fr (consulté le 30 août 2011).
2. ↑  « Feuille de match Montpellier HRC – CA Brive », sur lnr.fr (consulté le 7 septembre 2011).
3. ↑  « Feuille de match USA Perpignan – CA Brive », sur lnr.fr (consulté le 13 septembre 2011).
4. ↑  « Feuille de match CA Brive – Lyon OU », sur lnr.fr (consulté le 18 septembre 2011).
5. ↑  « Feuille de match Castres olympique – CA Brive », sur lnr.fr (consulté le 29 septembre 2011).
6. ↑  « Feuille de match Stade français – CA Brive », sur lnr.fr (consulté le 4 octobre 2011).
7. ↑  « Feuille de match CA Brive – Biarritz olympique », sur lnr.fr (consulté le 18 octobre 2011).
8. ↑  « Feuille de match CA Brive – Aviron bayonnais », sur lnr.fr (consulté le 25 octobre 2011).
9. ↑  « Feuille de match RC Toulon – CA Brive », sur lnr.fr (consulté le 31 octobre 2011).
10. ↑  « Feuille de match CA Brive – Racing Métro 92 », sur lnr.fr (consulté le 6 novembre 2011).
11. ↑  « Feuille de match CA Brive – Sale Sharks », sur itsrugby.fr (consulté le 14 novembre 2011).
12. ↑  « Feuille de match SU Agen - CA Brive », sur itsrugby.fr (consulté le 23 novembre 2011).
13. ↑  « Feuille de match CA Brive – Stade toulousain », sur lnr.fr (consulté le 29 novembre 2011).
14. ↑  « Feuille de match Union Bordeaux Bègles - CA Brive », sur lnr.fr (consulté le 7 décembre 2011).
15. ↑  « Feuille de match CR La Vila - CA Brive », sur itsrugby.fr (consulté le 11 décembre 2011).
16. ↑  « Feuille de match CA Brive - CR La Vila », sur itsrugby.fr (consulté le 17 décembre 2011).
17. ↑  « Feuille de match CA Brive – ASM Clermont », sur lnr.fr (consulté le 28 décembre 2011).
18. ↑  « Feuille de match SU Agen - CA Brive », sur lnr.fr (consulté le 3 janvier 2012).
19. ↑  « Feuille de match CA Brive – Montpellier HRC », sur lnr.fr (consulté le 11 janvier 2012).
20. ↑  « Feuille de match CA Brive - SU Agen », sur itsrugby.fr (consulté le 16 janvier 2012).
21. ↑  « Feuille de match Sale Sharks - CA Brive », sur itsrugby.fr (consulté le 23 janvier 2012).
22. ↑  « Feuille de match CA Brive – USA Perpignan », sur lnr.fr (consulté le 1er février 2012).
23. ↑  « Feuille de match CA Brive – Castres olympique », sur lnr.fr (consulté le 22 février 2012).
24. ↑  « Feuille de match Lyon OU - CA Brive », sur lnr.fr (consulté le 26 février 2012).
25. ↑  « Feuille de match CA Brive – Stade français », sur lnr.fr (consulté le 7 mars 2012).
26. ↑  « Feuille de match Biarritz olympique – CA Brive », sur lnr.fr (consulté le 15 mars 2012).
27. ↑  « Feuille de match Aviron bayonnais – CA Brive », sur lnr.fr (consulté le 26 mars 2012).
28. ↑  « Feuille de match CA Brive – RC Toulon », sur lnr.fr (consulté le 3 avril 2012).
29. ↑  « Feuille de match Racing Métro 92 - CA Brive », sur lnr.fr (consulté le 15 avril 2012).
30. ↑  « Feuille de match Stade toulousain - CA Brive », sur lnr.fr (consulté le 15 avril 2012).
31. ↑  « Feuille de match CA Brive – Union Bordeaux Bègles », sur lnr.fr (consulté le 7 mai 2012).
32. ↑  « Feuille de match ASM Clermont - CA Brive », sur lnr.fr (consulté le 15 avril 2012).